# STS-105
STS-105 (Space Transportation System) – trzydziesta misja amerykańskiego wahadłowca Discovery i sto szósta programu lotów wahadłowców, w czasie której między innymi dokonana została wymiana załóg Międzynarodowej Stacji Kosmicznej.

## Załoga
źródło
- Scott Horowitz (4)*, dowódca
- Frederick W. Sturckow (2), pilot
- Daniel Barry (3), specjalista misji 1
- Patrick G. Forrester (1), specjalista misji 2

### Przywiezionazałoga 3ISS
- Frank L. Culbertson, Jr. (3) dowódca ISS
- Michaił W. Tiurin (1), RSA, inżynier pokładowy ISS (Rosja)
- Władimir N. Dieżurow (2), RSA, dowódca Sojuza (Rosja)

### Odwieziona na Ziemięzałoga 2ISS
- Jurij W. Usaczow (4), RSA, dowódca ISS
- James S. Voss (5), inżynier pokładowy ISS
- Susan J. Helms (5)

*(liczba w nawiasie oznacza liczbę lotów odbytych przez każdego z astronautów)

## Parametry misji
- Masa:
  - startowa orbitera: 116 914 kg
  - lądującego orbitera: 10 0824 kg
  - ładunku: 9072 kg
- Perygeum: 373 km[4]
- Apogeum: 402 km[4]
- Inklinacja: 51,6°[4]
- Okres orbitalny: 92,3 min[4]

## Cel misji
Jedenasty lot promu kosmicznego na stację kosmiczną ISS – dostawa zapasów w kontenerze Leonardo MPLM i powrót drugiej załogi orbitalnej (Discovery STS-102, 167 dni 6 godz. 41 min w kosmosie), którą zastąpiła załoga trzecia (Culbertson, Dieżurow, Tiurin).  

### Dokowanie do ISS
- Połączenie z ISS: 12 sierpnia 2001, 18:41:46 UTC[1]
- Odłączenie od ISS: 20 sierpnia 2001, 14:51:30 UTC[1]
- Łączny czas dokowania: 7 dni, 20 h, 9 min, 44 s